# 呉訥
呉 訥（ご とつ、1372年 - 1457年）は、明代の官僚。字は敏徳、号は思庵。本貫は蘇州常熟県。

## 生涯
呉遵道と王氏のあいだの子として生まれた。洪武年間、父が沅陵県主簿に任じられたとき、事件に連座して南京の獄に繋がれた。呉訥は上書して父の身代りになりたいと願い出た。潔白が証明されないうちに父は死去し、呉訥は奮起して学問につとめた。
永楽年間、呉訥は医者として推薦されて南京に上京した。皇太子朱高熾が監国をつとめると、呉訥はその名を知られて、功臣の子弟に教授するよう命じられた。永楽帝に召し出されて応答が気に入られ、禁中で近侍して、諮問に備えた。
1425年（洪熙元年）、呉訥は侍講学士沈度に明経として推薦され、監察御史に任じられた。宣徳年間、御史として浙江・貴州・広西に出向して巡按した。1430年（宣徳5年）7月、南京右僉都御史に進んだ。1435年（宣徳10年）7月、左副都御史に進んだ。
正統初年、呉訥は光禄寺丞の董正らが官の物品を横領したのを摘発し、44人を兵士として辺境に流した。右通政の李畛が蘇州府や松江府への使者をつとめて、仕事をまじめにおこなわなかったことから、呉訥は李畛を懲戒した。李畛は呉訥が詔で命じられた事務を先延ばしにしていると誣告し、呉訥は上疏してこれに抗弁した。両者はお互いに弾劾しあい、ともに逮捕されて獄に下された。呉訥はほどなく釈放された。1439年（正統4年）3月、老齢のため致仕した。1457年（天順元年）3月、死去した。享年は86。諡は文恪といった。著書に『小学集解』10巻・『祥刑要覧』2巻・『文集』20巻・『文章弁体』50巻があった。

## 子女
- 呉欽
- 呉銓
- 呉氏（銭公建にとついだ）
- 呉氏（厳顕にとついだ）
- 呉氏（兪昱にとついだ）